# Dolmen de Pierre Plate
Le dolmen de Pierre Plate est un dolmen situé sur le territoire de la commune de Florac Trois Rivières, dans le département de la Lozère en France.

## Historique
Le dolmen a été fouillé en 1863 par un dénommé Alméras qui a fait don du matériel archéologique découvert à la société d'Agriculture, sciences et arts de Lozère. Le dolmen a été restauré en 1971.

## Description
Le dolmen est du type simple (sans couloir). La chambre ouvre au sud-est. Elle est de forme rectangulaire (2,99 m de long pour 0,91 m de large au niveau du chevet). La table de couverture mesure 4,15 m de long sur 2,40 m de large et 0,36 m, son poids est estimé à 9 tonnes. Le substrat rocheux a été préalablement décaissé avant d'édifier le dolmen qui est entouré d'un tertre de 10 m de diamètre.
Sur la hauteur voisine, un bloc de pierre d'environ 2 m de long, renversé au sol et cassé en deux parties, correspond à un ancien menhir.

## Matériel archéologique
Le mobilier archéologique découvert comprend deux pointes de flèche tranchante et deux lames en silex, dont une correspond à un très beau poignard de 20,4 cm de long partiellement poli sur ses deux faces, des éléments de parure (perles en calcaire, jayet, test de cardium et os) et une canine humaine perforée. Ce mobilier a été daté de l'Âge du cuivre. La présence d'une dizaine de tessons de céramique attribués au Bronze final témoigne d'une réutilisation ultérieure vers 1100 av. J.-C.. Lors de la restauration du dolmen, 95 dents humaines furent retrouvées, ce qui a permis d'évaluer le nombre d'inhumations à 6 adultes, 1 adolescent et plusieurs enfants,.

## Folklore
Les malades de la coqueluche venaient naguère s'allonger sur la table de couverture pour être guéri.